# Cynodontium guatemalense
Cynodontium guatemalense är en bladmossart som beskrevs av H. Crum 1984. Cynodontium guatemalense ingår i släktet klipptussar, och familjen Dicranaceae. Inga underarter finns listade i Catalogue of Life.